# Мар'ївка (Кропивницький район)
Ма́р'ївка — село в Україні, у Компаніївській селищній громаді Кропивницького району Кіровоградської області. Населення становить 922 осіб. До 2020 орган місцевого самоврядування — Мар'ївська сільська рада.
З водойми в селі бере початок річка Вошива.
В 1980-х роках приєднані села Суслове і Юр'ївка.

## Транспорт
Через село проходить автомобільна дорога національного значення Н14.

## Населення
Згідно з переписом УРСР 1989 року чисельність наявного населення села становила 1001 особа, з яких 447 чоловіків та 554 жінки.
За переписом населення України 2001 року в селі мешкали 983 особи.

### Мова
Розподіл населення за рідною мовою за даними перепису 2001 року:
| Мова       | Відсоток |
| ---------- | -------- |
| українська | 89,93 %  |
| російська  | 4,98 %   |
| вірменська | 2,64 %   |
| болгарська | 0,71 %   |
| білоруська | 0,41 %   |
| молдовська | 0,41 %   |
| інші       | 0,92 %   |